# Decodina
Decodina is een geslacht van vlinders uit de familie van de Tortricidae (Bladrollers). Het geslacht werd voor het eerst wetenschappelijk beschreven door Powell in 1980.

## Soorten
Het genus is monotypisch en bevat alleen de volgende soort:

- Decodina mazatlana Powell, 1980